# Canut Reyes
François Marie Reyes (Arlés; 9 de junio de 1954), más conocido como Canut Reyes, es un cantante, guitarrista y compositor francés de origen gitano-español, más conocido por ser parte del grupo de los Gipsy Kings.

## Biografía
Canut Reyes nació en Arlés, es hijo del cantante de flamenco español José Reyes (1928-1979) y de la francesa Clementine Nesanson y es el mayor de los cuatro hermanos varones. Canut fue parte del grupo musical, su padre y sus hermanos comenzaron alrededor de 1974, llamado José Reyes y Los Reyes. Jugaron su versión de flamenco en fiestas privadas en el sur de Francia. José Reyes murió en 1979 como consecuencia de un cáncer de pulmón.
Al final de la década de 1970, los hermanos se unieron con sus primos Baliardo, adoptando el nuevo nombre de "Gipsy Kings", un homenaje a sus raíces gitanas y el apellido Reyes, que significa "Kings" en inglés. Los Gipsy Kings registró sus dos primeros álbumes, Allegria (1982) y Luna de Fuego (1983). A pesar de un fuerte apoyo de personalidades como Brigitte Bardot y Francis Lalanne, el grupo fue incapaz de romper y Canut y Patchai dejaron la banda.
Canut Reyes continuó sus actividades musicales, cantando principalmente en fiestas privadas, y trabajaba de día en una fábrica de cemento en Tarascon para mantener a su familia. En 1989 lanzó su primer álbum en solitario Bolero, un homenaje a Maurice Ravel.
Los Gipsy Kings entre tanto firmaron un contrato de producción con EMP. Después de un primer álbum homónimo publicado en 1987, grabaron Mosaico en 1989. Canut Reyes no participó en estas grabaciones, pero se unió al grupo para la gira mundial. Canut Reyes, miembro de pleno derecho de los Gipsy Kings desde 1990, participó en la totalidad de sus grabaciones y en la mayoría de los tours en todo el mundo. 
Canut Reyes se reunió con los hermanos Jean y Gildas Bocle en Japón en 2001, este fue el comienzo de una colaboración que llevó a la grabación de Gitano, segundo álbum en solitario de Canut Reyes lanzado en 2012.

## Discografía

### Solo
- 1989 – Bolero
- 2012 – Gitano

### José Reyes y Los Reyes
- 1974 – José Reyes y Los Reyes / Álbum Epónimo
- 1977 – Gypsy Poet
- 1978 – The love of one day

### Los Reyes
- 1982 – Festival de Saintes Maries de la Mer
- 1991 – Homenaje a José Reyes

### Gipsy Kings
- Ver Gipsy Kings

### Keltic Tales (Boclé Brothers)
- 2010 – Crossfields

- Datos: Q2936905
- Multimedia: Canut Reyes / Q2936905